# Microryzomys
A Microryzomys az emlősök (Mammalia) osztályának rágcsálók (Rodentia) rendjébe, ezen belül a hörcsögfélék (Cricetidae) családjába tartozó nem.

## Rendszerezés
A nembe az alábbi 2 faj tartozik:
- Microryzomys altissimus Osgood, 1933
- Microryzomys minutus Tomes, 1860 - típusfaj